# Cúp bóng đá Phần Lan 2009
Cúp bóng đá Phần Lan 2009 (tiếng Phần Lan: Suomen Cup) là mùa giải thứ 55 của giải đấu cúp bóng đá thường niên ở Phần Lan. Giải được tổ chức theo hình thức giải đấu loại trực tiếp.
Việc tham gia giải là tự nguyện. Ví dụ, đội bóng ở Veikkausliiga IFK Mariehamn, quyết định không đăng ký tham gia, cũng như một số đội bóng ở Ykkönen.
Có tổng cộng 356 đội bóng đăng ký tham gia. Các đội tham gia từ các vòng khác nhau, phụ thuộc vào vị thứ trong hệ thống giải. Các câu lạc bộ có các đội bóng ở Kolmonen (hạng IV) hoặc giải thấp hơn, cũng như các đội Cựu cầu thủ và đội Trẻ, bắt đầu giải từVòng Một. Các đội bóng ở Ykkönen (hạng II) và Kakkonen (hạng III) tham gia từ Vòng Bốn. Các đội ở Veikkausliiga tham gia từ Vòng Năm, ngoại trừ Inter Turku, FC Honka, FC Lahti và HJK Helsinki. Bốn đội này tham gia từ Vòng Sáu vì họ giành quyền thi đấu các giải châu Âu sau mùa giải 2008.
Giải đấu khởi tranh từ ngày 28 tháng 3 năm 2009 với Vòng Một và kết thúc với trận Chung kết diễn ra vào ngày 31 tháng 10 năm 2009 trên Sân vận động Finnair, Helsinki. Inter Turku đánh bại Tampere United 2–1, giành quyền tham dự vòng loại thứ hai của UEFA Europa League 2010–11. Họ được vào thẳng vòng loại thứ ba vì Atlético Madrid, đội vô địch UEFA Europa League 2009–10, được chắc chắn tham gia Europa League 2010–11 theo giải quốc gia, vừa là đội vô địch Cúp bóng đá Tây Ban Nha 2009–10 hoặc là đội thua ở chung kết trước đội được tham gia Champions League Sevilla.

## Vòng Một
Lễ bốc thăm vòng này diễn ra vào ngày 12 tháng 3 năm 2008. 102 đội được bốc thành 51 cặp đấu. Có 213 đội được đi thẳng vào vòng trong. Các trận đấu diễn ra từ ngày 28 tháng Ba đến ngày 14 tháng 4 năm 2009.
| Thứ tự                                       | Đội nhà              | Tỉ số        | Đội khách          |
| -------------------------------------------- | -------------------- | ------------ | ------------------ |
| 1                                            | Töölön Taisto        | 2–5          | FC Viikingit Dự bị |
| 2                                            | MPS 4                | 1–2          | FC Degis           |
| 3                                            | FC POHU Dự bị        | 1–1 (s.h.p.) | Kurvin Vauhti      |
| POHU Dự bị thắng 4–1 trong loạt sút luân lưu |                      |              |                    |
| 4                                            | FC HeIF              | 2–4          | Colo Colo          |
| 5                                            | FC POHU 3            | 4–2          | PH-99              |
| 6                                            | FFR                  | 0–7          | MPS                |
| 7                                            | Kiffen Veterans      | 3–1          | AFC EMU            |
| 8                                            | KPR                  | 1–6          | Zenith             |
| 9                                            | Gnistan Trẻ          | 0–4          | HJK-Liiga Trẻ      |
| 10                                           | HerTo                | 1–2          | PuiU               |
| 11                                           | FC Brunnsparkens     | 5–0          | HJK-j Trẻ          |
| 12                                           | PPV Dự bị            | 0–1          | HJK-j Dự bị        |
| 13                                           | Gnistan Dự bị        | 3–4 (s.h.p.) | PPV                |
| 14                                           | RiRa Dự bị           | 0–6          | Pathoven           |
| 15                                           | HooGee Dự bị         | 3–1          | Pelikaanit         |
| 16                                           | Naseva               | 3–1          | KoiPS Trẻ          |
| 17                                           | KP-75                | 0–9          | City Stars         |
| 18                                           | FC Kasiysi Dự bị     | 0–5          | TuPS               |
| 19                                           | KyIF FCK             | 0–6          | AC Vantaa          |
| 20                                           | F.C.B.               | 0–3          | FC Honka Trẻ Dự bị |
| 21                                           | Lahen Pojat          | 3–0          | FC Tuusula         |
| 22                                           | PoPo                 | 2–1 (s.h.p.) | LauTP              |
| 23                                           | FC Repaleet Veterans | 1–3 (s.h.p.) | KTP Veterans       |
| 24                                           | PEPO                 | 1–2          | Sudet              |
| 25                                           | AFC Keltik           | 1–2          | S.C. Zulimanit     |
| 26                                           | Riverball Veterans   | 0–1          | SC KuFu-98         |

| Thứ tự                                 | Đội nhà           | Tỉ số        | Đội khách     |
| -------------------------------------- | ----------------- | ------------ | ------------- |
| 27                                     | JuPS              | 0–2          | SiPS          |
| 28                                     | TuP-V             | 0–3          | TPK Trẻ       |
| 29                                     | VG-62             | 1–2          | JyTy          |
| 30                                     | Nagu IF           | 1–1 (s.h.p.) | PIF           |
| PIF thắng 5–4 trong loạt sút luân lưu  |                   |              |               |
| 31                                     | Ponteva           | 3–1          | RaiTeePee     |
| 32                                     | FC KyPS           | 2–8          | ÅIFK Trẻ      |
| 33                                     | PiPS              | 2–3          | KaaPS         |
| 34                                     | KaaRe             | 0–3          | FC RP         |
| 35                                     | Paimion Haka      | 0–6          | MaPS          |
| 36                                     | ToVe              | 3–0          | PiTU          |
| 37                                     | PiPo-79           | 0–6          | PATO          |
| 38                                     | ViiPV             | 2–3 (s.h.p.) | KaVo          |
| 39                                     | Kristallpalatsi   | 1–1 (s.h.p.) | LaVe          |
| LaVe thắng 3–2 trong loạt sút luân lưu |                   |              |               |
| 40                                     | UrPS              | 1–2 (s.h.p.) | NePa          |
| 41                                     | VIlves            | 0–10         | VaKP          |
| 42                                     | TP-Seinäjoki      | 2–1          | IK            |
| 43                                     | NuPa              | 4–1          | TeTe          |
| 44                                     | Luja              | –            | VPS-j         |
| 45                                     | Kungliga Wasa     | 1–2          | FC Kuffen     |
| 46                                     | KuRy              | 2–1          | Virkiä Dự bị  |
| 47                                     | FC Korsholm Dự bị | 0–2          | SIK           |
| 48                                     | KaIK/TePa         | 3–1          | Jurva-70      |
| 49                                     | Ura               | 7–2          | MunU          |
| 50                                     | Esse IK           | 0–6          | IFK Jakobstad |
| 51                                     | FC Kurenpojat     | 1–2          | OuRe          |

## Vòng Hai
Lễ bốc thăm vòng này diễn ra vào ngày 12 tháng 3 năm 2009. Có 51 đội thắng từ Vòng Một và 213 được miễn đấu tham gia, được chia thành 132 cặp đấu. Các trận đấu diễn ra vào 2–24 tháng 4 năm 2009.
| Thứ tự                                        | Đội nhà          | Tỉ số        | Đội khách          |
| --------------------------------------------- | ---------------- | ------------ | ------------------ |
| 52                                            | PPJ Dự bị        | 1–6          | KäPa Trẻ           |
| 53                                            | Lauttapallo      | 0–5          | PPV                |
| 54                                            | Kiffen Veterans  | 4–1          | HPS Trẻ            |
| 55                                            | Cosmos AP        | 0–6          | HPS                |
| 56                                            | PK-35 Dự bị      | 2–1          | PuiU               |
| 57                                            | FC POHU 3        | 1–0          | Töölön Vesa Dự bị  |
| 58                                            | MPS Veterans     | 8–0          | FC Pakila          |
| 59                                            | MPS Dự bị        | 4–1          | Colo Colo          |
| 60                                            | FC Kontu Dự bị   | 1–3          | FC Viikingit Dự bị |
| 61                                            | Gnistan 4        | 1–4          | Gnistan Ogeli 3    |
| 62                                            | SAPA Dự bị       | 0–6          | MaKu               |
| 63                                            | Arsenal          | 2–5          | FC Degis           |
| 64                                            | HJK-j Dự bị      | 0–10         | HJK-Liiga Trẻ      |
| 65                                            | FC East          | 3–2          | AC StaSi Dự bị     |
| 66                                            | FC Brunnsparkens | 2–0          | HIFK Dự bị         |
| 67                                            | Zenith           | 1–2          | LPS Dự bị          |
| 68                                            | FC Puotila       | 2–1 (s.h.p.) | FC HePu            |
| 69                                            | POHU Dự bị       | 2–3          | SAPA               |
| 70                                            | AC StaSi         | 3–2          | HeKuLa             |
| 71                                            | HJK-j            | 0–6          | MPS                |
| 72                                            | FC ALPC          | 1–3          | Saykus             |
| 73                                            | HDS              | 2–1          | SUMU               |
| 74                                            | FC POHU          | 0–4          | FC Kontu           |
| 75                                            | Töölön Vesa      | 3–1 (s.h.p.) | PPJ                |
| 76                                            | FC POHU 4        | 0–8          | Ponnistus          |
| 77                                            | HooGee           | 1–3          | Naseva             |
| 78                                            | JoKi             | 0–6          | EsPa               |
| 79                                            | KoiPS            | 2–10         | TuPS               |
| 80                                            | MyMy             | 0–12         | City Stars         |
| 81                                            | SibboV Dự bị     | 0–10         | JäPS               |
| 82                                            | FC Lohja         | 1–1 (s.h.p.) | Lahen Pojat        |
| Lahen Pojat thắng 3–2 trong loạt sút luân lưu |                  |              |                    |
| 83                                            | JäPS Dự bị       | 1–13         | SalReipas          |
| 84                                            | NouLa            | 0–1          | NJS Dự bị          |
| 85                                            | VJS Trẻ          | 3–2          | FC Honka Trẻ Dự bị |
| 86                                            | HooGee Dự bị     | 8–0          | KarLU Dự bị        |
| 87                                            | RIlves           | 2–4          | AC Vantaa          |
| 88                                            | FCD              | 0–1          | FC Reipas Trẻ      |
| 89                                            | IVU              | 1–3          | MasKi              |
| 90                                            | NuPS Dự bị       | 0–1          | VJS                |
| 91                                            | Pathoven         | 1–3          | BK-46              |
| 92                                            | EIF Dự bị        | 0–4          | KOPSE              |
| 93                                            | FC Honka Trẻ     | 5–1          | EBK                |
| 94                                            | OPedot           | 2–1 (s.h.p.) | NJS                |
| 95                                            | Nopsa            | 2–5          | FC Västnyland      |
| 96                                            | GrIFK Dự bị      | 1–3          | FC Kasiysi         |
| 97                                            | RiRa             | 0–2          | Pöxyt              |
| 98                                            | SibboV           | 4–1          | KarLU              |
| 99                                            | I-HK             | 6–2          | FC Kasiysi Trẻ     |
| 100                                           | RT-88            | 0–7          | Stars              |
| 101                                           | TiPS             | 1–3          | NuPS               |
| 102                                           | FC PASA          | 3–2          | STPS               |
| 103                                           | WIFK Veterans    | 0–4          | Sudet              |
| 104                                           | KoPa             | 0–6          | PoPo               |
| 105                                           | PoPo Dự bị       | 1–9          | RiPa               |
| 106                                           | STPS Dự bị       | 1–2          | HaPK               |
| 107                                           | FC Villisiat     | 4–2          | IPS                |
| 108                                           | FC Loviisa       | 3–0          | VKajo              |
| 109                                           | OViesti          | 0–5          | KTP Dự bị          |
| 110                                           | FC Kausala       | 1–2          | Purha              |
| 111                                           | Peltirumpu       | 4–1          | Jäntevä            |
| 112                                           | KTP Veterans     | 4–3          | Lappee JK          |
| 113                                           | HaTP             | 0–5          | PaPe               |
| 114                                           | SC Riverball     | 3–0          | S.C. Zulimanit     |
| 115                                           | SuPa             | 0–4          | SaPa               |
| 116                                           | JoPS Dự bị       | 0–4          | SC KuFu-98         |
| 117                                           | Hurtat           | 2–3          | KuKi               |
| 118                                           | Yllätys          | 3–1          | KJK                |

| Thứ tự                                 | Đội nhà               | Tỉ số        | Đội khách     |
| -------------------------------------- | --------------------- | ------------ | ------------- |
| 119                                    | MPR                   | 6–1          | La-Pa-95      |
| 120                                    | HarTe                 | 0–2          | JoPS          |
| 121                                    | SiPS                  | 3–0          | ToU           |
| 122                                    | BET Dự bị             | 0–7          | K-Jazz        |
| 123                                    | MuurY                 | 2–3          | BET           |
| 124                                    | FC KaDy               | 11–0         | Multiants     |
| 125                                    | FC K-Jazz Dự bị       | 1–6          | KeuPa         |
| 126                                    | PaRi                  | 0–2          | JPS           |
| 127                                    | FCV Dự bị             | 1–0          | JIlves        |
| 128                                    | Lieto Dự bị           | 1–8          | SoVo          |
| 129                                    | KaaPS                 | 0–7          | MaPS          |
| 130                                    | Ryhti                 | 1–4          | TuWe          |
| 131                                    | FC RP                 | 0–3          | G.P.R. FC     |
| 132                                    | AC Sauvo              | 1–3          | JyTy          |
| 133                                    | KaaPo Dự bị           | 0–2          | TPK Trẻ       |
| 134                                    | TPK 3                 | 0–6          | Vilpas        |
| 135                                    | Ponteva               | 0–6          | TPK           |
| 136                                    | TC                    | 0–6          | ÅIFK Trẻ      |
| 137                                    | PIF                   | 0–4          | Lieto         |
| 138                                    | SaTo                  | 1–4          | FC Boda       |
| 139                                    | FC Rauma              | 7–0          | Nasta         |
| 140                                    | HNS                   | 1–3          | ToVe          |
| 141                                    | PoSa                  | 0–6          | EuPa          |
| 142                                    | ReKu                  | 1–4          | P-Iirot Dự bị |
| 143                                    | LuVe                  | 2–9          | MuSa          |
| 144                                    | VaKP Dự bị            | 0–8          | PATO          |
| 145                                    | NoPS                  | 4–3          | ToiP-49       |
| 146                                    | FC TaFu               | 0–9          | VaKP          |
| 147                                    | Pallopäät             | 6–0          | TahVe         |
| 148                                    | NePa                  | 9–0          | Loiske        |
| 149                                    | ViiPV Dự bị           | 0–1          | LeTo          |
| 150                                    | IKU                   | 0–10         | FC Tampere    |
| 151                                    | ParVi                 | 3–1 (s.h.p.) | TKT Trẻ       |
| 152                                    | YPallo                | 3–1          | FC Trompi     |
| 153                                    | TPV Dự bị             | 2–4          | Oldschool     |
| 154                                    | FJK Dự bị             | 3–4 (s.h.p.) | KaVo          |
| 155                                    | PJK Dự bị             | 2–0          | I-Kissat      |
| 156                                    | NoPy                  | 0–1          | FC Vapsi Trẻ  |
| 157                                    | FC Vapsi              | 3–2          | AC Darra      |
| 158                                    | FC Tribe              | 3–1          | LaVe          |
| 159                                    | FC Vapsi Veterans     | 0–4          | TKT           |
| 160                                    | TP-Seinäjoki          | 12–2         | APV           |
| 161                                    | KJV                   | 0–12         | VPS-j         |
| 162                                    | FC Kuffen             | 0–1          | VäVi          |
| 163                                    | MIF                   | 1–1 (s.h.p.) | SIK           |
| SIK thắng 4–2 trong loạt sút luân lưu  |                       |              |               |
| 164                                    | NuPa                  | 2–4          | KaIK/TePa     |
| 165                                    | Sisu                  | 2–6          | FC Korsholm   |
| 166                                    | Black Islanders       | 0–4          | LaPo-90       |
| 167                                    | KuRy                  | 0–7          | Karhu         |
| 168                                    | FC Sääripotku         | 1–5          | KPS Trẻ       |
| 169                                    | Real Kokkola Veterans | 10–0         | LoVe          |
| 170                                    | OuHu                  | 1–6          | IFK Jakobstad |
| 171                                    | Reima                 | 1–6          | Öja           |
| 172                                    | Ura                   | 0–12         | KP-V          |
| 173                                    | IK Myran              | 1–4          | NIK           |
| 174                                    | Pedersöre FF          | 5–0          | FC Folk       |
| 175                                    | FC Rai                | 6–2          | OLS Trẻ Dự bị |
| 176                                    | OuRe                  | 2–0          | JS Hercules   |
| 177                                    | OLS Trẻ               | 1–4          | Tervarit      |
| 178                                    | RoPS Trẻ              | 2–1          | OuTa          |
| 179                                    | FC Tarmo              | 0–3          | Spartak       |
| 180                                    | FC Rio Grande         | 1–4          | AC Kajaani    |
| 181                                    | FC Rai Dự bị          | 1–4          | Ajax          |
| 182                                    | FC Lepakot            | 1–1 (s.h.p.) | OuJK          |
| OuJK thắng 9–8 trong loạt sút luân lưu |                       |              |               |
| 183                                    | FC Nets               | 2–5          | PaTe          |

## Vòng Ba
Lễ bốc thăm vòng này diễn ra vào ngày 16 tháng 4 năm 2009. Có 132 đội thắng ở Vòng Hai được chia thành 66 cặp đấu ở vòng này, Các trận đấu diễn ra từ 25 tháng Tư–3 tháng 5 năm 2009.
| Thứ tự                                         | Đội nhà          | Tỉ số        | Đội khách          |
| ---------------------------------------------- | ---------------- | ------------ | ------------------ |
| 184                                            | RiPa             | 1–1 (s.h.p.) | SalReipas          |
| RiPa thắng 5–4 trong loạt sút luân lưu         |                  |              |                    |
| 185                                            | AC StaSi         | 0–4          | MPS                |
| 186                                            | FC Villisiat     | 1–3          | FC Viikingit Dự bị |
| 187                                            | HDS              | 5–0          | PaPe               |
| 188                                            | FC POHU 3        | 5–1          | KTP Dự bị          |
| 189                                            | LPS Dự bị        | 4–1          | FC Kontu           |
| 190                                            | FC Brunnsparkens | 0–4          | EsPa               |
| 191                                            | KOPSE            | 1–3          | VJS                |
| 192                                            | Gnistan Ogeli 3  | 2–4          | FC PASA            |
| 193                                            | Stars            | 0–3          | OPedot             |
| 194                                            | PK-35 Dự bị      | 4–0          | MaKu               |
| 195                                            | Naseva           | 2–2 (s.h.p.) | Sudet              |
| Naseva thắng 5–4 trong loạt sút luân lưu       |                  |              |                    |
| 196                                            | MPS Dự bị        | 1–4 (s.h.p.) | BK-46              |
| 197                                            | NuPS             | 5–0          | VJS Trẻ            |
| 198                                            | KTP Veterans     | 4–3          | KäPa Trẻ           |
| 199                                            | Purha            | 3–2          | FC Kasiysi         |
| 200                                            | HJK-Liiga Trẻ    | 4–0          | Ponnistus          |
| 201                                            | SAPA             | 0–1          | JäPS               |
| 202                                            | MPS Veterans     | 1–0          | Töölön Vesa        |
| 203                                            | Saykus           | 1–1 (s.h.p.) | NJS Dự bị          |
| Saykus thắng 4–1 trong loạt sút luân lưu       |                  |              |                    |
| 204                                            | FC East          | 0–10         | City Stars         |
| 205                                            | FC Västnyland    | 7–1          | I-HK               |
| 206                                            | Kiffen Veterans  | 0–5          | Pöxyt              |
| 207                                            | FC Puotila       | 1–3          | MasKi              |
| 208                                            | FC Degis         | 4–2          | TuPS               |
| 209                                            | PoPo             | 1–6          | AC Vantaa          |
| 210                                            | FC Reipas Trẻ    | 0–1          | PPV                |
| 211                                            | Lahen Pojat      | 0–2          | HPS                |
| 212                                            | FC Loviisa       | 1–6          | FC Honka Trẻ       |
| 213                                            | HooGee Dự bị     | 2–2 (s.h.p.) | HaPK               |
| HooGee Dự bị thắng 8–7 trong loạt sút luân lưu |                  |              |                    |
| 214                                            | SibboV           | 7–0          | Peltirumpu         |
| 215                                            | KuKi             | 3–4          | JoPS               |

| Thứ tự                                 | Đội nhà               | Tỉ số        | Đội khách     |
| -------------------------------------- | --------------------- | ------------ | ------------- |
| 216                                    | Yllätys               | 4–5          | BET           |
| 217                                    | KeuPa                 | 2–1          | SiPS          |
| 218                                    | FCV Dự bị             | 0–4          | JPS           |
| 219                                    | FC KaDy               | 0–7          | K-Jazz        |
| 220                                    | MPR                   | 2–3          | SC KuFu-98    |
| 221                                    | SaPa                  | 0–4          | FC Riverball  |
| 222                                    | TuWe                  | 1–2          | TPK Trẻ       |
| 223                                    | EuPa                  | 1–2          | ToVe          |
| 224                                    | TPK                   | 3–1          | AIFK Trẻ      |
| 225                                    | G.P.R. FC             | 2–1          | Vilpas        |
| 226                                    | MuSa                  | 1–2          | FC Boda       |
| 227                                    | SoVo                  | 4–3 (s.h.p.) | P-Iirot Dự bị |
| 228                                    | MaPS                  | 6–2          | Lieto         |
| 229                                    | JyTy                  | 1–0          | FC Rauma      |
| 230                                    | Oldschool             | 0–4          | VaKP          |
| 231                                    | YPallo                | 4–3          | FC Vapsi Trẻ  |
| 232                                    | FC Vapsi              | 0–3          | NoPS          |
| 233                                    | FC Tampere            | 3–0          | Pallopäät     |
| 234                                    | LeTo                  | 1–3          | NePa          |
| 235                                    | PJK Dự bị             | 6–1          | FC Tribe      |
| 236                                    | ParVi                 | 0–2          | KaVo          |
| 237                                    | PATO                  | 2–2 (s.h.p.) | TKT           |
| PATO thắng 5–3 trong loạt sút luân lưu |                       |              |               |
| 238                                    | VäVi                  | 2–3          | FC Korsholm   |
| 239                                    | SIK                   | 0–4          | Karhu         |
| 240                                    | LaPo-90               | 1–2 (s.h.p.) | VPS-j         |
| 241                                    | KaIK/TePa             | 2–0          | TP-Seinäjoki  |
| 242                                    | IFK Jakobstad         | 4–1          | OuJK          |
| 243                                    | RoPS Trẻ              | 1–2          | KP-V          |
| 244                                    | Pedersöre FF          | 7–1          | FC Rai        |
| 245                                    | OuRe                  | 1–2 (s.h.p.) | PaTe          |
| 246                                    | AC Kajaani            | 4–0          | Öja           |
| 247                                    | Ajax                  | 0–3          | Tervarit      |
| 248                                    | Spartak               | 2–1          | NIK           |
| 249                                    | Real Kokkola Veterans | 2–1          | KPS Trẻ       |

## Vòng Bốn
Vòng này bao gồm 66 đội thắng ở vòng trước và 28 đội ở Ykkönen và Kakkonen mùa giải 2009. Các đội bóng được chia thành 47 cặp đấu và diễn ra từ ngày 5 đến 26 tháng 5 năm 2009.
| Thứ tự                                         | Đội nhà            | Tỉ số        | Đội khách    |
| ---------------------------------------------- | ------------------ | ------------ | ------------ |
| 250                                            | Naseva             | 3–0          | HooGee Dự bị |
| 251                                            | FC Degis           | 2–3          | GrIFK        |
| 252                                            | FC Viikingit Dự bị | 4–3          | NuPS         |
| 253                                            | MPS Veterans       | 0–5          | Pöxyt        |
| 254                                            | PK-35 Dự bị        | 2–3          | LoPa         |
| 255                                            | KTP Veterans       | 3–3          | Purha        |
| KTP Veterans thắng 6–5 trong loạt sút luân lưu |                    |              |              |
| 256                                            | FC POHU 3          | 1–3          | AC Vantaa    |
| 257                                            | HJK-Liiga Trẻ      | 1–4          | PK-35 Vantaa |
| 258                                            | PPV                | 0–3          | KooTeePee    |
| 259                                            | RiPa               | 0–3          | FC Futura    |
| 260                                            | SibboV             | 1–2 (s.h.p.) | Pallohonka   |
| 261                                            | EsPa               | 0–1          | Gnistan      |
| 262                                            | JäPS               | 0–2          | FC Espoo     |
| 263                                            | FC Västnyland      | 2–3          | FC Honka Trẻ |
| 264                                            | BK-46              | 5–3          | HIFK         |
| 265                                            | VJS                | 1–3          | KTP          |
| 266                                            | MasKi              | 4–3 (s.h.p.) | FC PASA      |
| 267                                            | Saykus             | 1–3          | City Stars   |
| 268                                            | HDS                | 3–2 (s.h.p.) | HPS          |
| 269                                            | MPS                | 3–2          | K-Jazz       |
| 270                                            | OPedot             | 0–4          | FC Viikingit |
| 271                                            | LPS Dự bị          | 1–2          | EIF          |
| 272                                            | SC KuFu-98         | 0–3          | FC Riverball |
| 273                                            | KeuPa              | 1–7          | JIPPO        |
| 274                                            | JoPS               | 1–2          | BET          |

| Thứ tự                                      | Đội nhà               | Tỉ số        | Đội khách      |
| ------------------------------------------- | --------------------- | ------------ | -------------- |
| 275                                         | JPS                   | 0–2          | PK-37          |
| 276                                         | YPallo                | 0–9          | TPV            |
| 277                                         | MaPS                  | 3–0          | NoPS           |
| 278                                         | FC Boda               | 1–2          | Pirkkala JK    |
| 279                                         | FC Tampere            | 4–1          | TPK            |
| 280                                         | SoVo                  | 0–1 (s.h.p.) | FC Jazz-j      |
| 281                                         | PATO                  | 2–5 (s.h.p.) | FC PoPa        |
| 282                                         | PJK Dự bị             | 0–4          | TPK Trẻ        |
| 283                                         | NePa                  | 2–4          | PP-70          |
| 284                                         | KaVo                  | 2–2 (s.h.p.) | JyTy           |
| KaVo thắng 4–2 trong loạt sút luân lưu      |                       |              |                |
| 285                                         | VaKP                  | 1–2          | Ilves          |
| 286                                         | G.P.R. FC             | 2–2 (s.h.p.) | ToVe           |
| ToVe thắng 6–3 trong loạt sút luân lưu      |                       |              |                |
| 287                                         | AC Kajaani            | 0–2          | FC YPA         |
| 288                                         | KP-V                  | 2–7          | FC Santa Claus |
| 289                                         | Real Kokkola Veterans | 3–2          | Norrvalla FF   |
| 290                                         | VPS-j                 | 2–1          | FC Korsholm    |
| 291                                         | PaTe                  | 2–4          | Tervarit       |
| 292                                         | Pedersöre FF          | 1–3          | GBK            |
| 293                                         | IFK Jakobstad         | 2–3          | JBK            |
| 294                                         | Spartak               | 3–3 (s.h.p.) | Lapuan Virkiä  |
| Spartak thắng 6–5 trong loạt sút luân lưu   |                       |              |                |
| 295                                         | KaIK/TePa             | 1–1 (s.h.p.) | PS Kemi        |
| KaIK/TePa thắng 4–3 trong loạt sút luân lưu |                       |              |                |
| 296                                         | Karhu                 | 2–1          | FC OuPa        |

## Vòng Năm
Vòng này bao gồm 47 đội thắng ở vòng trước và 9 đội ở Veikkausliiga 2009 không tham gia các giải đấu châu Âu mùa giải 2009-10. Đó là trường hợp ngoại lệ của Inter Turku, FC Honka, FC Lahti và HJK Helsinki, tham gia vòng sau, và IFK Mariehamn không tham gia giải đấu. 28 trận đấu này diễn ra từ ngày 1 đến 12 tháng 6 năm 2009.
| Thứ tự                                      | Đội nhà            | Tỉ số        | Đội khách     |
| ------------------------------------------- | ------------------ | ------------ | ------------- |
| 297                                         | FC Honka Trẻ       | 2–3          | KuPS          |
| 298                                         | Naseva             | 0–9          | MyPa          |
| 299                                         | KTP Veterans       | 0–8          | JJK Jyväskylä |
| 300                                         | BK-46              | 0–2          | FC Viikingit  |
| 301                                         | FC Riverball       | 1–3          | PK-35 Vantaa  |
| 302                                         | BET                | 0–7          | Gnistan       |
| 303                                         | MPS                | 1–3 (s.h.p.) | JIPPO         |
| 304                                         | HDS                | 0–4          | KooTeePee     |
| 305                                         | FC Viikingit Dự bị | 1–2          | FC Espoo      |
| 306                                         | MasKi              | 0–5          | Pallohonka    |
| 307                                         | AC Vantaa          | 2–2 (s.h.p.) | EIF           |
| AC Vantaa thắng 4–3 trong loạt sút luân lưu |                    |              |               |
| 308                                         | Pöxyt              | 4–0          | GrIFK         |
| 309                                         | City Stars         | 2–0          | KTP           |
| 310                                         | FC Futura          | 2–0          | LoPa          |

| Thứ tự                                      | Đội nhà               | Tỉ số        | Đội khách      |
| ------------------------------------------- | --------------------- | ------------ | -------------- |
| 311                                         | MaPS                  | 1–6          | TPS            |
| 312                                         | TPK Trẻ               | 1–10         | Tampere United |
| 313                                         | FC Tampere            | 0–7          | FC Haka        |
| 314                                         | ToVe                  | 0–6          | Pirkkala JK    |
| 315                                         | KaVo                  | 1–4          | FC PoPa        |
| 316                                         | Ilves                 | 1–5          | TPV            |
| 317                                         | PP-70                 | 3–3 (s.h.p.) | FC Jazz-j      |
| FC Jazz-j thắng 6–3 trong loạt sút luân lưu |                       |              |                |
| 318                                         | KaIK/TePa             | 0–5          | VPS            |
| 319                                         | VPS-j                 | 0–4          | RoPS           |
| 320                                         | Tervarit              | 0–5          | FF Jaro        |
| 321                                         | Karhu                 | 0–8          | JBK            |
| 322                                         | Spartak               | 2–1 (s.h.p.) | FC YPA         |
| 323                                         | Real Kokkola Veterans | 2–1          | FC Santa Claus |
| 324                                         | PK-37                 | 0–4          | GBK            |

## Vòng Sáu
Vòng này bao gồm 28 đội thắng ở vòng trước và 4 đội ở Veikkausliiga 2009 tham gia các giải đấu châu Âu mùa giải 2009-10: Inter Turku, FC Honka, FC Lahti và HJK Helsinki. Các trận đấu diễn ra vào các ngày 8 và 9 tháng 7 năm 2009 ngoại trừ trận đấu giữa FC Viikingit và FC Lahti, diễn ra ngày 12 tháng Tám do Lahti tham gia Europa League.
| Thứ tự | Đội nhà               | Tỉ số | Đội khách    |
| ------ | --------------------- | ----- | ------------ |
| 325    | FC Espoo              | 0-1   | HJK Helsinki |
| 326    | Inter Turku           | 2–0   | RoPS         |
| 327    | Real Kokkola Veterans | 2–6   | Pallohonka   |
| 328    | TPV                   | 3–1   | JIPPO        |
| 329    | FC Futura             | 1–4   | VPS          |
| 330    | MyPa                  | 1–3   | KuPS         |
| 331    | Gnistan               | 5–0   | JBK          |
| 332    | FC PoPa               | 3–1   | PK-35 Vantaa |

| Thứ tự | Đội nhà        | Tỉ số        | Đội khách     |
| ------ | -------------- | ------------ | ------------- |
| 333    | Tampere United | 2–0          | FF Jaro       |
| 334    | City Stars     | 3–1          | Pirkkala JK   |
| 335    | AC Vantaa      | 2–3          | JJK Jyväskylä |
| 336    | Spartak        | 0–5          | FC Haka       |
| 337    | GBK            | 0–1          | FC Jazz-j     |
| 338    | Pöxyt          | 0–2          | TPS           |
| 339    | KooTeePee      | 0–2          | FC Honka      |
| 340    | FC Viikingit   | 1–2 (s.h.p.) | FC Lahti      |

## Vòng Bảy
Vòng này bao gồm 16 đội thắng ở vòng trước. Các trận đấu diễn ra vào các ngày 29 và 30 tháng 8 năm 2009.
| Thứ tự | Đội nhà     | Tỉ số        | Đội khách      |
| ------ | ----------- | ------------ | -------------- |
| 341    | FC Haka     | 2-1          | JJK Jyväskylä  |
| 342    | TPS         | 2–6 (s.h.p.) | FC Honka       |
| 343    | TPV         | 2–3 (s.h.p.) | Tampere United |
| 344    | Inter Turku | 1–0          | FC PoPa        |

| Thứ tự | Đội nhà    | Tỉ số | Đội khách    |
| ------ | ---------- | ----- | ------------ |
| 345    | KuPS       | 1–0   | HJK Helsinki |
| 346    | VPS        | 0-2   | FC Jazz-j    |
| 347    | Gnistan    | 1–2   | FC Lahti     |
| 348    | City Stars | 2–0   | Pallohonka   |

## Tứ kết
Vòng này bao gồm 8 đội thắng ở vòng trước tham gia.
| City Stars | v | FC Honka                   |
| ---------- | - | -------------------------- |
|            |   | J. Puustinen 68', 89', 90' |

| KuPS | v | Inter Turku                    |
| ---- | - | ------------------------------ |
|      |   | J. Kauko 3' · K. Nwanganga 23' |

| FC Lahti                                                      | v | FC Jazz-j |
| ------------------------------------------------------------- | - | --------- |
| D. Shala 13' · K. Hietanen 67' · Rafael 78' · K. Rantanen 86' |   |           |

| FC Haka         | v | Tampere United                  |
| --------------- | - | ------------------------------- |
| V. Minkenen 81' |   | J. Hjelm 26' · Rafinha 34', 37' |

## Bán kết
Vòng này bao gồm 4 đội thắng ở Tứ kết tham gia.
| Tampere United     | v     | FC Honka          |
| ------------------ | ----- | ----------------- |
| J. Niemi 94' (pen) |       | J. Puustinen 119' |
| Loạt sút luân lưu  |       |                   |
|                    | 4 – 3 |                   |

| FC Lahti                              | v | Inter Turku                                |
| ------------------------------------- | - | ------------------------------------------ |
| P. Rafael 11', 55' · J. Kemppinen 67' |   | M. Ojala 15' (pen), 53', 86' · Kennedy 45' |

## Chung kết
Hai đội thắng ở Bán kết tham gia trận đấu này.
| Tampere United | v | Inter Turku                       |
| -------------- | - | --------------------------------- |
| J. Hjelm 11'   |   | K. Nwanganga 45', T. Furuholm 77' |